# 마쓰야마정 (가고시마현)
마쓰야마정(일본어: 松山町)은 일본 가고시마현 동부에 있던 정으로 소오군에 속했다. 
2006년 1월 1일, 시부시정, 아리아케정과 신설합병, 시로 승격해 시부시시가 되어 소멸하였다.

## 역사
가고시마현은 히나타국 모로카타군에 속했다.
- 1889년 4월 1일 - 정촌제 시행에 의해 미나미모로카타군 마쓰야마촌이 성립하였다.
- 1896년 3월 29일 - 미나미모로카타군, 히가시소오군이 합병해 소오군에 소속되었다.
- 1958년 4월 1일 - 정으로 승격해 마쓰야마정이 되었다.

## 참고 문헌
- 角川日本地名大辞典編纂委員会,『角川日本地名大辞典 鹿児島県』1983, 角川書店